# Rita Hayworth
Rita Hayworth (tên khai sinh Margarita Carmen Cansino; 17 tháng 10 năm 1918 – 14 tháng 5 năm 1987) là một nữ diễn viên và vũ công người Mỹ. Bà đạt được danh tiếng trong những năm 1940 là một trong những ngôi sao hàng đầu của thời đại, xuất hiện trong tổng cộng 61 bộ phim trong 37 năm. Rita Hayworth được Viện phim Mỹ xếp thứ 19 trong 50 nữ huyền thoại màn bạc của lịch sử điện ảnh.
Báo chí đặt ra thuật ngữ "tình yêu nữ thần" để mô tả Hayworth sau khi bà đã trở thành thần tượng màn hình quyến rũ nhất của năm 1940. Bà là người pin-up hàng đầu cho lính trong Thế chiến II.
Hayworth được biết đến nhiều nhất với vai diễn trong noir 1946 phim, Gilda, đối diện Glenn Ford, trong đó bà đóng vai femme fatale trong vai trò kịch tính lớn đầu tiên của bà. Fred Astaire, người đã cùng bà thực hiện hai bộ phim, gọi bà là bạn nhảy yêu thích của mình. Thành công lớn nhất của bà là trong Technicolor musical Cover Girl (1944), và Gene Kelly. Bà được liệt kê như là một trong top-25 nữ ngôi sao điện ảnh của tất cả các thời gian trong cuộc khảo sát của Viện phim Mỹ nhân, AFI của 100 Years... 100 Stars.
Năm 1980, Hayworth đã được chẩn đoán mắc bệnh Alzheimer, góp phần vào cái chết của bà ở tuổi 68. Việc tiết lộ công và thảo luận về cơn bệnh của bà đã thu hút sự chú ý đến bệnh Alzheimer, và giúp tăng nguồn tài trợ công và tư cho nghiên cứu bệnh Alzheimer.

## Phim tham gia

### Nghệ danh Rita Cansino
- Anna Case in La Fiesta (Chương trình ngắn 1926, Chưa xác định)
- Cruz Diablo hoặc The Devil's Cross (Chưa chắc chắn, 1934)
- In Caliente (1935)
- Under the Pampas Moon (1935)
- Charlie Chan in Egypt (1935)
- Dante's Inferno (1935)
- Paddy O'Day (1935)
- Human Cargo (1936)
- Meet Nero Wolfe (1936)
- Rebellion (1936)
- Old Louisiana (1937)
- Hit the Saddle (1937)
- Trouble in Texas (1937)

### Nghệ danh Rita Hayworth
| - Criminals of the Air (1937) - Girls Can Play (1937) - The Game That Kills (1937) - Paid to Dance (1937) - The Shadow (1937) - Who Killed Gail Preston? (1938) - Special Inspector (1938) - There's Always a Woman (1938) - Convicted (1938) - Juvenile Court (1938) - The Renegade Ranger (1938) - Homicide Bureau (1939) - The Lone Wolf Spy Hunt (1939) - Only Angels Have Wings (1939) - Music in My Heart (1940) - Blondie on a Budget (1940) - Susan and God (1940) - The Lady in Question (1940) - Angels Over Broadway (1940) - The Strawberry Blonde (1941) - Affectionately Yours (1941) - Blood and Sand (1941) - You'll Never Get Rich (1941) - My Gal Sal (1942) - Tales of Manhattan (1942) - You Were Never Lovelier (1942) | - Show Business at War (1943) (chương trình ngắn) - Cover Girl (1944) - Tonight and Every Night (1945) - Gilda (1946) - Down to Earth (1947) - The Lady from Shanghai (1948) - The Loves of Carmen (1948) - Champagne Safari (1952) - Affair in Trinidad (1952) - Salome (1953) - Miss Sadie Thompson (1953) - Fire Down Below (1957) - Pal Joey (1957) - Separate Tables (1958) - They Came to Cordura (1959) - The Story on Page One (1959) - The Happy Thieves (1962) - Circus World (1964) - The Money Trap (1965) - The Poppy Is Also a Flower (1966) - L'Avventuriero (1967) - I Bastardi (1968) - The Naked Zoo (1971) - Road to Salina (1971) - The Wrath of God (1972) |